# محمد چهارم مرینیان
محمد چهارم مرینیان (انگلیسی: Muhammad ibn Ahmad al-Wathiq; نامشخص – ۱۳۸۷) سلطان مرینیان مراکش از سال ۱۳۸۶ تا ۱۳۸۷ میلادی بود.